# Oroër
Oroër é uma comuna francesa na região administrativa de Altos da França, no departamento de Oise. Estende-se por uma área de 9,06 km². Em 2010 a comuna tinha 573 habitantes (densidade: 63,2 hab./km²).